# César Santin
César Santin (født 24. februar 1981) er en brasiliansk fodboldspiller, der senest har spillet for den svenske klub Kalmar FF. Han har tidligere spillet for F.C. København og er den anden mest scorende spiller for FCK.

## Karriere
Han har tidligere spillet for de brasilianske klubber São José, Grêmio og Vitória, samt svenske Kalmar FF, hvorfra han blev hentet til FC København den 24. juli 2008. Han menes, at have kostet omkring 10 millioner danske kr. Han blev central for holdets nye mere målrettede spillestil.[kilde mangler]
César Santin er med 84 scoringer i 220 kampe den næstmest scorende spiller for FC København.
Den 1. januar 2014 forlod Santin FC København til fordel for cypriotiske APOEL Nicosia FC- Opholdet hos APOEL varede dog kun til sommerpausen 2014, hvor kontrakten blev ophævet.
Han vendte herefter tilbage til Kalmar FF, men Kalmar ønskede ikke at forlænge efter 2014-sæsonen.

## Eksterne links
Spillerstatistik på fck.dk Arkiveret 3. oktober 2008 hos  Wayback Machine